# Indisk gräsfågel
Indisk gräsfågel (Schoenicola platyurus) är en fågel i familjen gräsfåglar inom ordningen tättingar. Den förekommer endast i sydvästra Indien. Arten är fåtalig och minskar i antal. 

## Kännetecken

### Utseende
Indisk gräsfågel är en distinkt, 18 cm lång gräsfågel. Liten och knubbig näbb och litet huvud kombinerat med rätt lång och bred, kraftigt kilformad stjärt ger den ett baktungt intryck. Ovansidan är ostreckat rostbrun till gråbrun beroende på slitage, medan undersidan är vitaktig. Stjärten är diffust bandad.

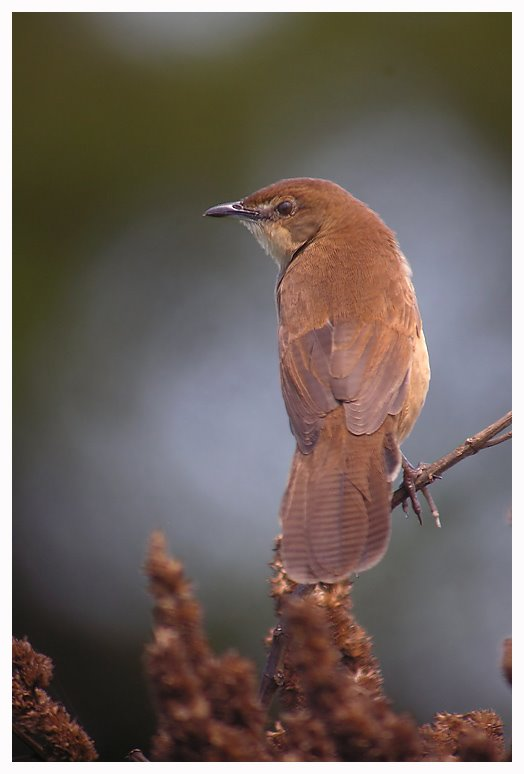

### Läten
Sången består av en gäll men behaglig drill som levereras i en strid ström och som avslutas med några "chak"-toner. När den är uppretad hörs metalliska "zink".

## Utbredning och systematik
Indisk gräsfågel förekommer som namnet avslöjar i Indien, i sydvästra delen av landet i Västra Ghats från Mysore till Kerala. Den behandlas som monotypisk, det vill säga att den inte delas in i några underarter.

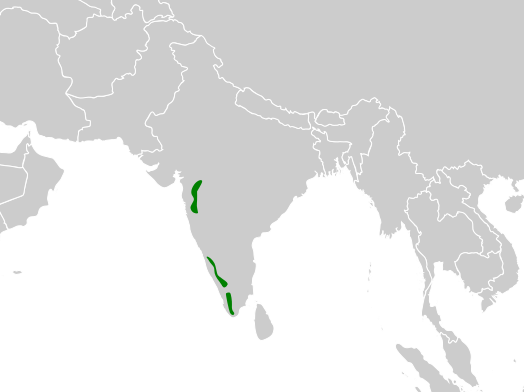
Artens utbredningsområde.

### Släktskap
Tidigare delade indisk gräsfågel släkte med afrikansk gräsfågel. DNA-studier från 2018 visar dock förvånande nog att de trots likartat utseende inte är varandras närmaste släktingar. Istället står indisk gräsfågel nära den likaledes mestadels indiska borstgräsfågeln (Chaetornis striata). Författarna till studien rekommenderar att borstgräsfågeln flyttas till Schoenicola, medan den afrikanska gräsfågeln lyfts ut till ett eget släkte Catriscus.
Gräsfåglarna behandlades tidigare som en del av den stora familjen sångare (Sylviidae). Genetiska studier har dock visat att sångarna inte är varandras närmaste släktingar. Istället är de en del av en klad som även omfattar timalior, lärkor, bulbyler, stjärtmesar och svalor. Idag delas därför Sylviidae upp i ett flertal familjer, däribland Locustellidae.

## Levnadssätt
Indisk gräsfågel hittas i täta och höga gräs- och vassmarker, uppblandat med buskage på öppna bergssluttningar, men framför allt i fuktiga sänkor vid bergstoppar på mellan 900 och 2 000 meters höjd. Den är i allmänhet svår att upptäcka förutom under häckningstiden mellan april och september då den ses sjunga från höga utkiksplatser eller i sångflykt.

## Status och hot
Världspopulationen tros bestå av endast mellan 2 500 och 10 000 vuxna individer. Den minskar också möjligen i antal. Internationella naturvårdsunionen IUCN kategoriserar arten som nära hotad.